# Stawy (stacja kolejowa)
Stawy – stacja kolejowa w Dęblinie, w woj. lubelskim, w Polsce.

## Ruch pasażerski
| Rok  | Wymiana pasażerska na dobę |
| ---- | -------------------------- |
| 2017 | 20-49                      |
| 2022 | –                          |